# شینوسوکه اوکا
شینوسوکه اوکا (انگلیسی: Shinnosuke Oka؛ زادهٔ ۳۱ اکتبر ۲۰۰۳) ژیمناست هنری اهل ژاپن است.